# Lingua dei segni americana

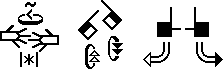
SignWriting dell'ASL

La lingua dei segni americana o la lingua dei segni statunitense (o ASL, American Sign Language) è una lingua dei segni sviluppata spontaneamente da bambini sordi in numerose scuole degli Stati Uniti d'America dalla seconda metà del secolo XIX.

## Storia
Nel 1960 il linguista Stokoe, prendendo in esame e analizzando la lingua dei segni americana, aveva ipotizzato l'esistenza di ventiquattro movimenti base per la formazione dei segni..

## Quadro legislativo
Oggi è una materia d'insegnamento nelle scuole per sordi statunitensi e nell'Università Gallaudet, unica università per la comunità sorda. Da anni la comunità sorda ha lottato per ottenere il diritto del riconoscimento giuridico della lingua dei segni americana.

## Varianti dell'ASL
La lingua dei segni americana ha ispirato in gran parte negli istituti per sordi in cui si può definire una colonizzazione dell'American Sign Language sia in Africa occidentale sia in Centro-America, Oceania ed Asia meridionale che da lì a poco a poco sono nate delle lingue dei segni creolizzate.

### Elenco
- Lingua dei segni beliziana
- Lingua dei segni boliviana
- Lingua dei segni bruneiana
- Lingua dei segni canadese
  - Lingua dei segni quebecchese
- Lingua dei segni congolese
- Lingua dei segni costaricana
- Lingua dei segni democongolese (?)
- Lingua dei segni esttimorese
- Lingua dei segni ghanese
- Lingua dei segni guyanense
- Lingua dei segni indonesiana
- Lingua dei segni maltese
- Lingua dei segni marocchina
- Lingua dei segni mauritana
- Lingua dei segni nigeriana
- Lingua dei segni paraguyana
- Lingua dei segni papuana (o Neoguineano; o della Papua Nuova Guinea, ?)
- Lingua dei segni salvadoregna
- Lingua dei segni togolese
- Lingua dei segni trinidadiana

## Cultura di massa
La lingua dei segni americana venne veicolata attraverso il film Preservation of the Sign Language del 1913.
Esistono numerosi serie televisive in cui i protagonisti (all'inizio erano degli udenti) usavano l'ASL. Dopo dagli anni tra l'inizio del 2000 si ebbe la consapevolezza dell'esistenza dei personaggi con degli attori realmente sordi ad usare la lingua dei segni americana in tutte le serie televisive fino all'ultima di recente Echo. La più conosciuta è Switched at Birth - Al posto tuo con la protagonista sorda Katie Leclerc.
Nei cinema, il primo film a veicolare l'ASL per poche sequenze è Johnny Belinda del 1948; il primo film a trasmettere l'ASL in tutta la scena è Amy del 1981; nel 1987 l'attrice Marlee Matlin fu la prima ad usare la lingua dei segni americana nel discorso di ringraziamento per la vittoria dell'Oscar.